# Sunset & Babylon
Sunset & Babylon è un singolo del gruppo musicale statunitense W.A.S.P., pubblicato nel 1993.
Registrata nell'ottobre 1993, la canzone è stata pubblicata per la prima volta nell'album First Blood Last Cuts dello stesso anno.

## Tracce
1. Sunset & Babylon – 3:29
2. Animal (Fuck like a beast) – 3:36
3. Sleeping (In the fire) – 3:48
4. I wanna be Somebody – 3:54

## Edizioni
In una seconda versione, oltre alla title track sono presenti "School Daze" e "On your Knees".

## Formazione
- Blackie Lawless - voce, chitarra, basso, tastiera
- Bob Kulick - chitarra
- Frankie Banali - batteria
- Stet Howland - batteria
- Lita Ford - chitarra